# Scarabaeus subaeneus
Scarabaeus subaeneus är en skalbaggsart som beskrevs av Edgar von Harold 1869. Scarabaeus subaeneus ingår i släktet Scarabaeus och familjen bladhorningar. Inga underarter finns listade i Catalogue of Life.